# Lilian Zanchi
Pour les articles homonymes, voir Zanchi.
Lilian Zanchi est une personnalité politique française, ancien membre du Parti socialiste, né le 21 avril 1968 à Montélimar (Drôme).

## Carrière
Suppléant de la députée du Rhône Nathalie Gautier, décédée le 1er septembre 2006, il la remplace dans cette fonction jusqu'en 2007. Dès le congrès du PS à Grenoble, l'ancien secrétaire de la section PS de Villeurbanne rallie la motion Nouveau Parti socialiste. Il décide alors de suivre la position d'Arnaud Montebourg sur la non-synthèse lors du congrès du Mans.
Le 10 mai 2007, il démissionne du Parti socialiste lorsqu'il annonce qu'il se présente contre la candidate investie par le parti, Pascale Crozon, aux élections législatives de juin 2007. Il crée à cette occasion l'étiquette « Gauche socialiste et républicaine ».

## Mandats

### Ancien mandat national
- 2 septembre 2006 - 19 juin 2007 : député de la 6e circonscription du Rhône

### Anciens mandats locaux
- 19 juin 1995 - 18 mars 2001 : conseiller municipal de Villeurbanne (Rhône), conseiller communautaire au Grand Lyon
- 18 mars 2001 - 30 septembre 2006 : maire adjoint de Villeurbanne (Rhône) chargé de la prévention et de la sécurité
- 2004 - 2011 : conseiller général du canton de Villeurbanne-Sud (Rhône)